# Goniothalamus amuyon
Goniothalamus amuyon là loài thực vật có hoa thuộc họ Na. Loài này được (Blanco) Merr. mô tả khoa học đầu tiên năm 1915.